# Emmanuel Descombes
Emmanuel Descombes, né le 8 mai 1966 à Saint-Rémy, est un réalisateur de documentaires. Pour les chaînes du service public (France 2, France 3, France 5 et Arte) il a réalisé plus de cent documentaires alternant films historiques, portraits de personnalités, reportages ethnographiques, séries incarnées et documentaires scientifiques et de société.

## Biographie
Après une licence de lettres, Emmanuel Descombes entre en 1988 à la Fémis dans le département montage. Son film de fin d’études, Faits et Gestes est remarqué par Agnès Varda qui lui décerne en 1993 le prix Jean-Vigo du court métrage. Cette même année, il réalise pour Arte un portrait de Bartabas produit par Marin Karmitz. 
Pendant dix ans, il est le cadreur et le monteur de tous ses films. Il se tourne d’abord principalement vers les films d’archives comme La Légende de Paris-Roubaix pour France 3 et des portraits d’hommes de lettres. Il réalise ainsi cinq documentaires dans la collection « Un siècle d'écrivains » initiée par Bernard Rapp : Louis-Ferdinand Céline, Tristan Bernard, Erskine Caldwell, Félicien Marceau et Guy Debord. Il signe ce dernier portrait du situationniste avec l’écrivain Philippe Sollers. 
Dans ces mêmes années, Emmanuel Descombes réalise également un portrait du journaliste Jean Daniel pour France 3. 
À partir de 1999, il s'oriente vers les documentaires de société, en immersion dans différents milieux. Il filme les premiers pas d’internes en médecine, d’étudiants vétérinaires ou d’esthéticiennes. Il s’immerge dans la communauté Emmaüs de Pau ou au cœur du Salon de l'agriculture au moment de la crise de la vache folle. Il suit pendant un an le travail de deuil et de reconstruction de la ville de Toulouse après l’explosion d'AZF pour faire le portrait du maire Philippe Douste-Blazy. 
Il adapte un essai de Monique et Michel Pinçon-Charlot autour des classes sociales qui villégiaturent sur l'île de Ré. Avec Les Bucoliques, il s’intéresse aux vacances à la campagne et signe également avec Georges-Marc Benamou un documentaire d’archives sur les premiers congés payés, L'Été 36, les premières vacances des Français.
En 2004, il réalise un feuilleton documentaire, « L'École des vétérinaires » pour France 3. Pour la case société de France 5, il brosse le portrait en 90 minutes de trois couples candidats au mariage. 
En 2006, il tourne pour France 2 et France 5 un film sur les Petits Chanteurs à la croix de bois, Le Chœur des enfants, qu’il suit dans leur tournée en province en Corée du Sud. 
Il réalise ensuite un portrait de Valéry Giscard d'Estaing pour la collection « Empreintes », qui sera suivi dans cette même collection d’un film consacré au prix Nobel de la paix, Elie Wiesel.
En 2011, il réalise pour la case société de France 5, un documentaire en immersion dans le pôle emploi de Chaumont en Haute Marne
À partir de 2008, Emmanuel Descombes élargit son champ d’action et se met à filmer et réaliser autour du monde pour des documentaires de découvertes, de géographie et de connaissances principalement pour Arte. Ainsi, en 2011 et 2012, il réalise pour Arte quatorze documentaires sur les plus beaux villages de France, suivi d'une autre série Paysages d'ici et d'ailleurs pour laquelle il réalise 26 documentaires partout en Europe. Dans la même veine, il explore, avec le paysagiste Jean-Philippe Teyssier, quartoze jardins autour du monde pour la collection d’Arte Jardins d'ici et d'ailleurs. En 2016, il réalise six documentaires scientifiques pour la collection « Sur les routes de la science, au milieu de glaciologues en Islande, de paléontologues en Alberta ou de chasseurs de serpents au Costa Rica. Il continue de réaliser des films unitaires dans des domaines très diversifiés, l’histoire et le quotidien du palais de Monaco, les stations astronomiques au Chili et la vie dans le delta du Yukon.
Pour France 5, il se remet à explorer les régions françaises avec la collection « Les 100 lieux qu’il faut voir ».
En 2021, il revient aux questions sociales avec "Femme debout" un documentaire sur un féminicide en Martinique qui aborde le problème des violences conjugales aux Antilles. Ce film sera suivi d'un autre documentaire en 2022 sur la prégnance des sorciers et des tisaneurs sur l'Ile de La Réunion, Bois de rempart.
En 2022, il réalise également Sur les pas de Marie, un documentaire de découvertes consacré à l'histoire du culte marial en France.

## Filmographie
- 2023 : Et Dieu créa Saint-Tropez, 62 min pour le groupe Canal
- 2022 : Sur les pas de Marie, 72 min pour le groupe Canal
- 2022 : Bois de rempart, une plante assassine de La Réunion, 52 min pour France 3 et Pôle Outre-mer
- 2022 : Les 100 lieux : Le sentier Cathare, 52 min pour France 5
- 2021 : Femme debout, 52' pour France 3 et Pôle Outre-mer
- 2020 : Les 100 lieux : L'Alsace, de la plaine d'Alsace au Massif des Vosges, 52 min pour France 5
- 2020 : Bernard Stalter, l'artisanat à cœur, 26 min France 3 Alsace
- 2019 : Les 100 lieux : La Creuse, 52 min pour France 5
- 2018 : Le musée de Cluny produit par l'INA pour l'OPPIC
- 2018 : Les 100 lieux : les Ardennes, 52 min pour France 5
- 2018 : Jardins d'ici et d'ailleurs 2 x 26 min pour Arte : Attardez vous, le Maître des Filets
- 2018 : Invitation au voyage, deux sujets de 12 min à Madère pour Arte
- 2018 : Sous le ciel du Chili, 52 min pour Ushuaia TV
- 2017 : Yukon, le monde sauvage de l'Arctique, 43 min pour Arte
- 2017 : Jardins d'ici et d'ailleurs 4 x 26 min pour Arte : Ischia, Englisher Garten, Hermannshof, Jardin botanique du col du Lautaret
- 2017 : Costa Rica, à la recherche d'un antivenin universel, 52 min pour Ushuaia TV, RMC découverte et Explora
- 2016 : Jardins d'ici et d'ailleurs, 4 x 26 min pour Arte : Peterhof, Murin-An, Kenroku-en, Daitokuji
- 2016 : Polynésie, un écosystème sous haute surveillance, 52 min pour Ushuaia TV, RMC découverte et Explora
- 2016 : Vietnam, comment nourrir 9 milliards d'humains, 52 min pour Ushuaia TV, RMC découverte et Explora
- 2016 : Islande, climat, quel impact sur les séismes ? , 52 min pour Ushuaia TV, RMC découverte et Explora
- 2016 : Alberta, sur les traces des dinosaures, 52 min pour Ushuaia TV, RMC découverte et Explora :
- 2016 : Sauver le diable de Tasmanie, 52 min pour Ushuaia TV, RMC découverte et Explora
- 2015 : Monaco, au coeur du palais 52 min pour France 5
- 2015 : Jardins d'ici et d'ailleurs, 6 x 26 min pour Arte : Villa d'Este, Vallée-aux-Loups, Bois des Moutiers, Jardin botanique royal d'Édimbourg, Inverewe, Gravetye Manor
- 2014 : Paysages d'ici et d'ailleurs, 8 x 26 min pour Arte : Castelli, Romani, Ile d'Elbe, Vallée du Lot, Potsdam, Spreewald, Belle-île, Chantilly, Bois de Vincennes
- 2013 : Paysages d'ici et d'ailleurs, 18 x 26 min pour Arte : Lanzarote, Syros, Corinthe, Highlands, Elche, Cornouailles, Ile de Ré, Côte d'opale, Saint Emilion, marais poitevin, Périgord, Val de Loire, Mer des Wadden, Alpujarras, Extrémadure, Polders hollandais, Jardin à la française, Valais
- 2012 : Villages de France, 14 x 26 min pour Arte : Ste Croix en Jarez, Saint Guilhem le Désert, Noyers sur Serein, St Riquier, Rocamadour, Villefranche de Conflent, Brouage, Kaysersberg,La Grave, Yvoire, Piana, Bonifacio, Sainte Agnès, Vézelay.
- 2011 : Pôle emploi, au cœur de la crise, 52 min pour France 5
- 2010 : Les patients de l'espoir, 80 min pour France 3
- 2009 : Alaska, le mont McKinley, 43 min pour Arte
- 2009 : Montagnes du Yunnan, 43 min pour Arte
- 2009 : République dominicaine, 43 min pour Arte
- 2009 : Sainte-Marie de Madagascar, l'île des ancêtres, 43 min pour Arte
- 2009 : Les Lofoten, Norvège, 43 min pour Arte
- 2008 : Sous le maquillage, 52 min pour France 5
- 2008 : Elie Wiesel, messager de la mémoire, 52 min pour France 5
- 2008 : Costa Rica, entre deux océans, 43 min pour Arte
- 2008 : Dubaï, une oasis de luxe, 43 min pour Arte
- 2007 : Valéry Giscard d'Estaing, la France au fond des yeux, 52 min pour France 5
- 2006 : Le Chœur des enfants, 90 min pour France 2, France 5
- 2006 : L'Été 36, les premières vacances des Français, 52 min pour France 3, France 5
- 2005 : Trois Mariages... ou presque, 90 min pour France 5
- 2005 : Emmaüs, un toit au bout de la route, 52' pour France 5
- 2004 : Les Bucoliques, 52 min pour France 5
- 2004 : L'École des vétérinaires, 5 x 26 min pour France 3
- 2003 : Une journée dans la vie de la Tour Eiffel, 52 min pour France 5
- 2003 : 50 ans de jeux à la télévision, 90 min pour France 5
- 2002 : Vacances en Ré, 52 min pour France 5
- 2002 : Un maire, une ville : Toulouse, 52 min pour France 5
- 2001 : Les Grands Tournants de l'Histoire, 52 min pour France 5
- 2001 : Folle Semaine au salon de l'agriculture, 52 min pour France 3
- 2001 : Jean Daniel, un guetteur du siècle, 52 min pour France 3
- 2000 : Premières Nuits blanches à l'hôpital, 52 min pour France 3
- 2000 : Guy Debord, une étrange guerre, 45 min pour France 3 (Un siècle d'écrivains)
- 1999 : Erskine Caldwell, le sud comme une blessure, 45 min pour France 3 (Un siècle d'écrivains)
- 1999 : Toute ma vie, j'ai rêvé, 52 min pour France 3
- 1999 : Félicien Marceau, 45 min pour France 3 (Un siècle d'écrivains)
- 1998 : Tristan Bernard, 45 min pour France 3 (Un siècle d'écrivains)
- 1998 : Centres-villes, lignes d'horizon, 26 min pour France 3
- 1997 : Louis-Ferdinand Céline, un diamant noir comme l'enfer, 45 min pour France 3 (Un siècle d'écrivains)
- 1996 : La Légende de Paris-Roubaix, 52 min pour France 3
- 1996 : L'Attachement à la terre, 20 min pour France 5
- 1996 : Une vie de champion, 5 x 13 min pour France 5
- 1995 : Bonimenteurs (fiction), 32 min, avec Daniel Rialet, Dominique Parent et Carole Franck
- 1994 : Jusqu'au bout, 13 min pour Arte
- 1993 : Bartabas, de la piste à l'écran, 26 min pour Arte
- 1993 : Autour de Mazeppa, 52 min pour Paris Première
- 1992 : Faits et Gestes – Prix Jean-Vigo 1993